# Nickelodeon
Nickelodeon (транскр.  Никелодеон), скраћено Nick (транскр. Ник), амерички је претплатнички телевизијски канал покренут 1. децембра 1977. године као први дечији кабловски канал. Његов власник је Paramount Skydance са седиштем у Њујорку. Намењен је првенствено деци, односно адолесцентима старости од 12 до 17 година.
Канал је првобитно емитован као Пајнвил 1. децембра 1977. године. Пајнвил је у то време био доступан само на QUBE, који је био први двосмерни главни интерактивни систем кабловске телевизије, у власништву Тајм Варнер Кабла. Пајнвел је поново покренут као Никелодион 1. априла 1979. и проширио се на друге кабловске провајдере широм земље. У почетку, канал није емитовао рекламе и остало је без реклама до 1984. године. Варнер је Вајакому 1986. продао Никелодион, заједно са својим сестринским мрежама МТВ и VH1.
Од јануара 2016. године, канал је доступан за око 92,056 милиона домаћинстава (79.086% домаћинстава са ТВ-ом) у САД-у.